# Mörarps landskommun
Mörarps landskommun var en tidigare kommun i dåvarande Malmöhus län. 

## Historik
När 1862 års kommunalförordningar började gälla inrättades över hela landet cirka 2 400 landskommuner, de flesta bestående av en socken. Därutöver fanns 89 städer och 8 köpingar, som då blev egna kommuner. I Luggude härad i Skåne inrättades då Mörarps landskommun baserat på Mörarps sockens gränser. Socknen fick i sin tur sitt namn efter Mörarps kyrka och bestod vid tiden för kommunens bildande av centralorten Mörarp med de byarna Benarp och  Lydestad i norr, Tollarp i öster, samt Yndesäte och delar av Hjortshög i väster. Strax väster om Mörarp låg gården Rosenlund. Kommunfullmäktige sammanträdde i ortens småskola. Genom invigningen av Helsingborg-Hässleholms järnväg (nuvarande Skånebanan) 1875 fick centralorten järnvägsförbindelse med Helsingborg och dess betydelse som centrum i bygden förstärktes.
Vid kommunreformen 1952 lades Mörarps landskommun samman med de omkringliggande landskommunerna Frillestad, Hässlunda, Kropp och Välluv till en storkommun med Mörarp som centralort. Genom detta ökades kommunens yta avsevärt och bland de nya orter som ingick i den nya kommunen fanns Påarp, Frillestad, Hässlunda, Kropp, Björka och Väla. Kommunens yta omfattade efter sammanslagningen 88 km² och folkmängden uppgick till 3825. I och med denna kommunreform infördes systemet med kommunkoder och den nya kommunen fick koden 1206. 
Redan 10 år senare, vid 1962 års riksdag gjordes en ny översyn av kommunindelningen och våren 1964 fastställde Kungl. Maj:t en ny kommunindelning för riket. I denna föreslogs att Mörarps kommun tillsammans med landskommunerna Kattarp, Vallåkra och Ödåkra skulle läggas samman med Helsingborgs stad och bilda Helsingborgs kommun. Den nya indelningen var dock frivillig och förhandlingar mellan de olika kommunerna påbörjades. Mörarps kommun hade ingått ett avtal med Helsingborgs stad angående sophantering som innebar att kommunen fick nyttja Helsingborgs soptipp vid Filborna, samt ingick tillsammans med de tre andra kommunerna i ett brandförsvarsavtal med Helsingborg som innebar att man hade en gemensam brandchef och en heltidsanställd brandkår i Helsingborg tillsammans med deltidsbrandkårer i kommunerna. Samarbete skedde även om de äldre elevernas skolgång, samt inom orternas fysiska planering. En stor del av kommunens befolkning arbetspendlade också till Helsingborg. Kommunfullmäktige i Mörarp såg därför en sammanläggning som självklar och denna skedde den 1 januari 1971.

### Kyrklig tillhörighet
I kyrkligt hänseende tillhörde kommunen Mörarps församling. Den 1 januari 1952 tillkom församlingarna Frillestad, Hässlunda, Kropp och Välluv.

## Geografi
Mörarps landskommun omfattade den 1 januari 1952 en areal av 89,01 km², varav 88,48 km² land.

### Tätorter i kommunen 1960
| Tätort | Folkmängd |
| ------ | --------- |
| Mörarp | 650       |
| Påarp  | 470       |

Tätortsgraden i kommunen var den 1 november 1960 29,8 procent.

## Näringsliv
Vid folkräkningen den 31 december 1950 var befolkningen i köpingens huvudnäring uppdelad på följande sätt:
- 52,9 procent av befolkningen levde av jordbruk med binäringar
- 24,4 procent av industri och hantverk
- 8,0 procent av handel
- 5,3 procent av samfärdsel
- 3,7 procent av offentliga tjänster m.m.
- 2,4 procent av husligt arbete
- 0,5 procent av gruvbrytning
- 2,8 procent av ospecificerad verksamhet.

Av den förvärvsarbetande befolkningen jobbade bland annat 47,0 procent med jordbruk och boskapsskötsel och 7,1 procent i metallindustrin. 352 av förvärvsarbetarna (21,2 procent) hade sin arbetsplats utanför kommunen.

## Politik

### Mandatfördelning i valen 1919-1966
| 20 |

| 19 |

| 8 | 12 |

| 19 |

| 8 | 12 |

| 19 |

| 6 | 14 |

| 20 |

| 7 | 13 |

| 20 |

| 9 | 11 |

| 20 |

| 10 | 10 |

| 20 |

| 10 | 7 | 3 |

| 20 |

| 18 | 8 | 9 |

| 34 |

| 19 | 9 | 7 |

| 33 |

| 16 | 19 |

| 32 |

| 18 | 14 | 3 |

| 33 |

| 17 | 7 | 3 | 8 |

| 33 |